# Trey Gunn

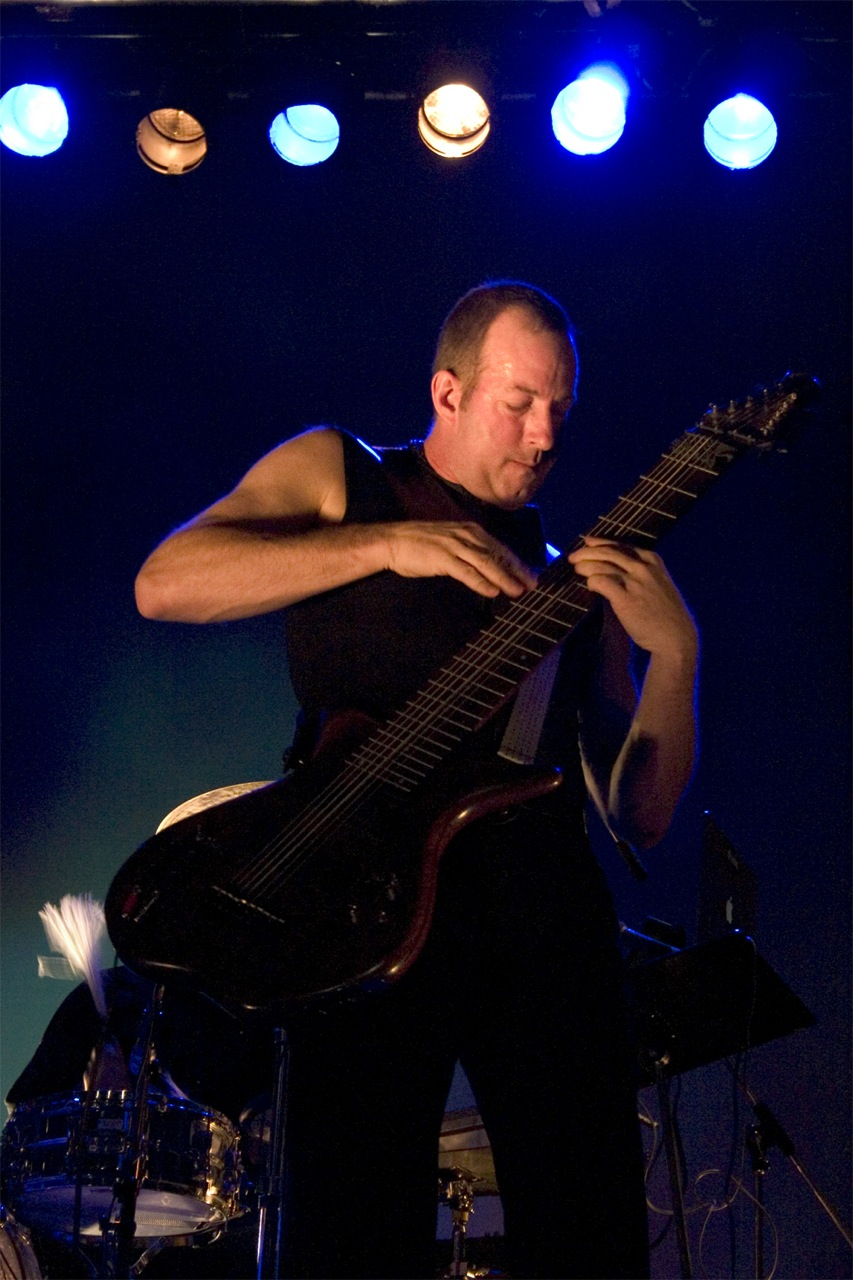
Trey Gunn 2005 in Tampere

Trey Gunn (* 13. Dezember 1960 in Texas, USA) ist ein Bassist, Chapman-Stick- und Warr-Guitarspieler und wurde durch seine Mitwirkung in der Progressive-Rock-Band King Crimson von 1994 bis 2003 bekannt.

## Leben
Mit sieben Jahren begann Trey Gunn mit dem Klavierspiel. Sein musikalisches Interesse erweiterte sich auf verschiedene Instrumente, wie E-Bass, akustische und E-Gitarre und Keyboards. Nach dem Studienabschluss in klassischer Komposition an der University of Oregon begann er seine Profikarriere in New York. Ab 1992 arbeitete er mit David Sylvian und Robert Fripp, mit denen er zwei Studioalben veröffentlichte und in den Vereinigten Staaten, Europa und Japan auf Tournee ging. Während dieser Zeit nahm er auch sein erstes Soloalbum auf. 1994 wurde er Mitglied bei King Crimson.
Neben seiner Karriere mit der Trey Gunn Band arbeitete er mit vielen weiteren Künstlern, wie dem Gitarristen Vernon Reid von Living Colour, Brian Eno, KTU, John Paul Jones, Eric Johnson und Michael Brook. Gunn ist bei The Security Project beteiligt, das Coverversionen der Musik von Peter Gabriel aufführt.

## Diskografie

### Solo und Co-Produktionen
- 1993 – One Thousend Years
- 1996 – The Third Star
- 1999 – The Repercussions of Angelic Behavior (gemeinsam mit Bill Rieflin und Robert Fripp)
- 2000 – The Joy of Molybdenum (The Trey Gunn Band)
- 2001 – Live Encounter (The Trey Gunn Band)
- 2002 – Thunderbird Suite (gemeinsam mit Pat Mastelotto)
- 2003 – Untune the Sky
- 2004 – Official Bootleg (gemeinsam mit Pat Mastelotto)
- 2004 – TU (gemeinsam mit Pat Mastelotto)
- 2005 – 8 Armed Monkey (KTU)
- 2007 – The Arrow (Quodia)
- 2008 – Music for Pictures
- 2009 – Quiver  (KTU)
- 2010 – Modulator
- 2010 – I'll Tell What I Saw
- 2011 – Live in Russia (gemeinsam mit Pat Mastelotto)
- 2011 – Invisible Rays (gemeinsam mit Morgan Ågren und Henry Kaiser)
- 2015 – The Waters, They Are Rising
- 2016 – Live 1 (The Security Project)
- 2016 – Live 2 (The Security Project)

### Mit King Crimson
- 1994 – VROOOM
- 1995 – THRAK
- 1995 – B'Boom (Live in Argentina)
- 1996 – THRaKaTTaK
- 1999 – Deja VROOOM (DVD)
- 1999 – The ProjeKcts (4-CD-Box-Set)
- 1999 – The Deception of the Thrush
- 2000 – The ConstruKction of Light
- 2002 – Level Five
- 2003 – The Power To Believe
- 2003 – Eyes Wide Open (DVD)

### Mit David Sylvian / Robert Fripp
- 1993 – The First Day
- 1994 – Damage (live)
- 1994 – Darshana